# Liste der polnischen Botschafter in Osttimor

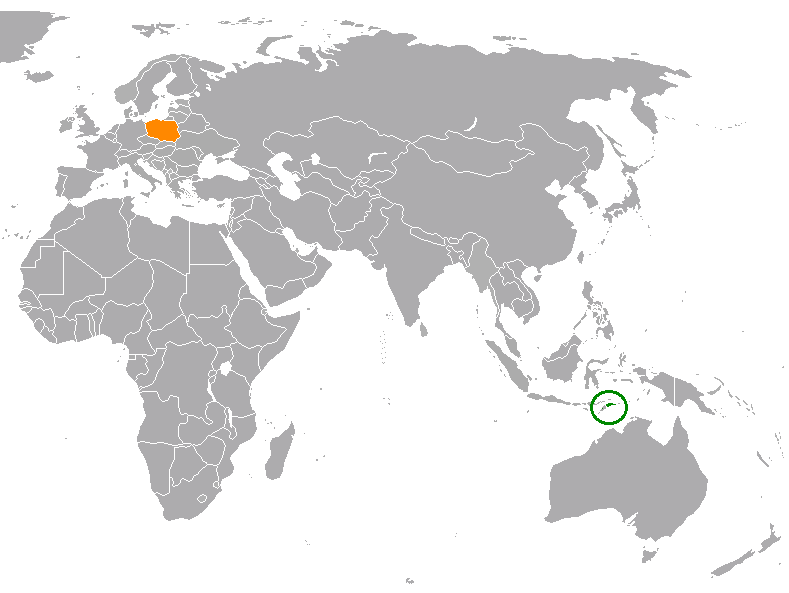
Osttimor und Polen

Diese Liste führt die polnischen Botschafter in Osttimor auf.

## Hintergrund
Die polnische Botschaft befindet sich in Jakarta (Indonesien).

## Liste

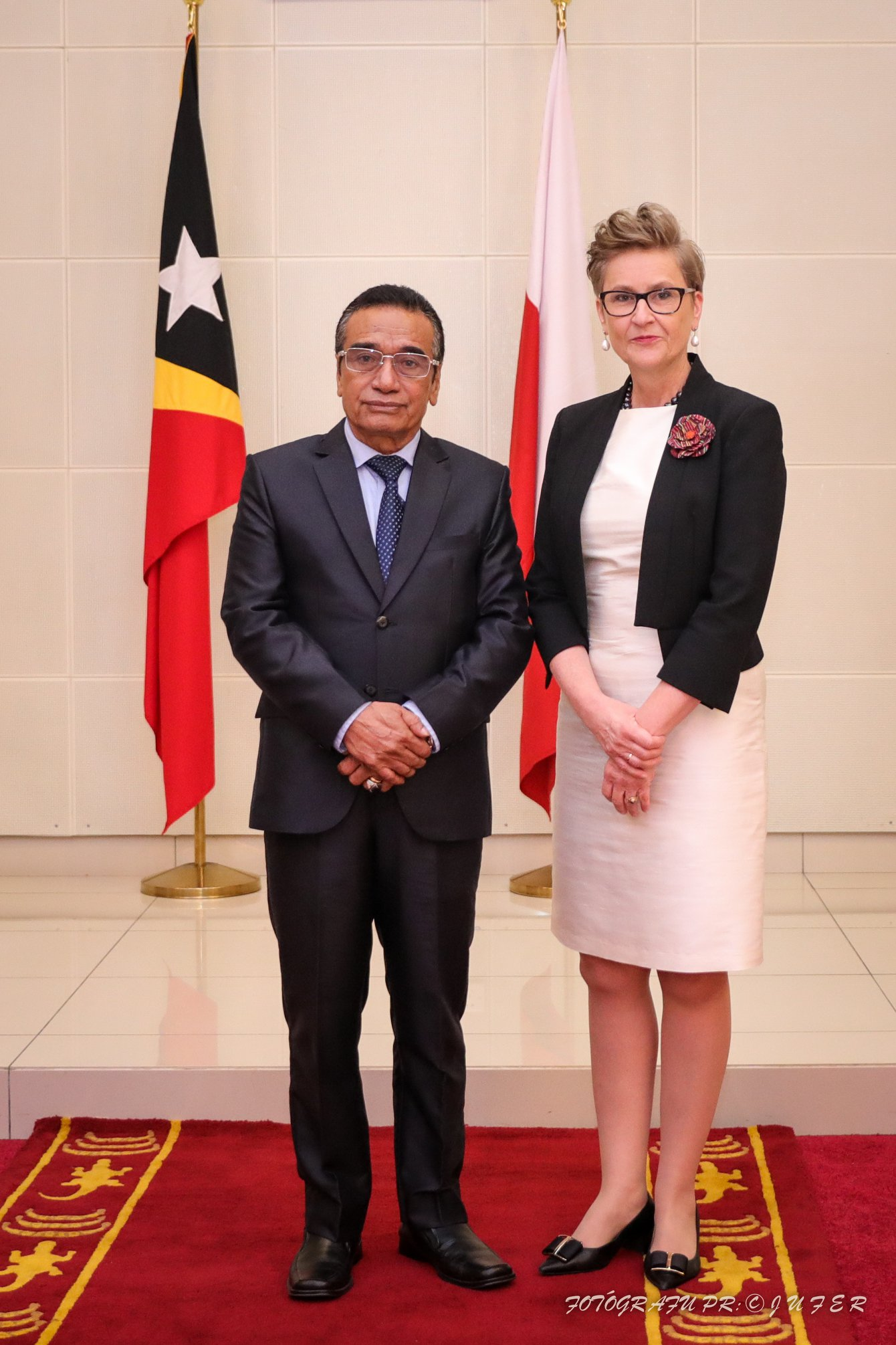
Botschafterin Beata Stoczyńska bei der Übergabe ihrer Akkreditierung an Präsident Francisco Guterres (2019)

| Bild  | Name                | Amtszeit  | Anmerkungen                                                                                 |
| Polen |                     |           |                                                                                             |
|       | ?                   | 2002–2011 | unbekannt                                                                                   |
|       | Grzegorz Wiśniewski | 2011–2013 | Ernennung: 6. Mai 2011 Abberufen am 26. Juni 2013                                           |
|       | Tadeusz Szumowski   | 2014–2017 | Ernennung: 18. September 2014 Akkreditierung: 18. September 2014 Abberufen am 30. März 2017 |
|       | Beata Stoczyńska    | 2019–2024 | Ernennung: 19. Februar 2018 Akkreditierung: 16. Juli 2019                                   |